# Don Juan (1926)
Don Juan ist der Titel eines opulenten Ausstattungsfilms, den Alan Crosland 1926 für Warner Bros. nach einem Drehbuch von Bess Meredyth inszenierte. Zugrunde lag ein episches Gedicht „Don Juan“ von Lord Byron aus dem Jahre 1821. Die Titelrolle des großen Liebhabers spielte John Barrymore.
Es war der erste Versuch des Studios mit dem neuartigen Nadeltonverfahren Vitaphone.
Der Film kam mit einer synchronisierten Orchestermusik nebst Inzidenzgeräuschen, jedoch noch ohne Dialoge, in die Kinos.

## Handlung
Im Prolog mauert Don José, nachdem er von der Untreue seiner Frau erfahren hat, deren Liebhaber lebendig in seinem Versteck ein und wirft sie aus dem Schloss. Sklave seiner Wollust, wird er von seiner letzten Geliebten erdolcht. Sterbend fleht er mit seinen letzten Worten seinen Sohn Don Juan an, von den Frauen alles zu nehmen, ihnen aber in nichts nachzugeben.
Zehn Jahre später ist der junge Don Juan, der gerade sein Studium an der Universität in Pisa abgeschlossen hat, ein berühmter Liebhaber, hinter dem viele Frauen her sind. Auch die mächtige Lukrezia Borgia, die ihn zu ihrem Ball lädt, gehört dazu. Seine Verachtung für sie stachelt ihren Hass auf Adriana, die Tochter des Herzogs von Varnese, an, für die er in Liebe entbrannt ist. Lukrezia hat vor, sie mit dem Grafen Donati zu verheiraten und den Herzog zu vergiften. Don Juan aber fährt dazwischen und lässt den Plan zunichte werden. Dabei gewinnt er die Liebe Adrianas.
Doch die Borgias erklären den Gefolgsleuten des Herzogs den Krieg, bieten ihnen aber gleichzeitig Sicherheit an, falls Adriana sich zur Ehe mit Donati bereitfindet. Don Juan wird zu der Hochzeit geladen, will aber lieber sterben als Lukrezia heiraten. Dafür wird er ins Gefängnis geworfen. Er entflieht aus dem Verlies und tötet Donati im Zweikampf. Die Liebenden werden zum ‘Turm des Todes’ geführt, doch während Adriana einen Selbstmord vortäuscht, kann er entkommen. Nach einer Reihe von Gefechten besiegt er seine Verfolger und wird mit Adriana vereint.

## Hintergrund
Der Film war von Warner Bros. und ihrer eben gegründeten Tochterfirma The Vitaphone Corporation produziert.
Die Zwischentitel, deren künstlerische Gestaltung Victor Vance verantwortete, verfassten Maud Fulton und Walter Anthony. Das Bühnenbild schuf Ben Carré. Die Tänze choreographierte Marion Morgan.
Die Photographie besorgte Byron Haskin, dem Frank Kesson assistierte. Toningenieure waren Gerald W. Alexander und George Groves. Der Regie assistierte Gordon Hollingshead. Die Illustrationsmusik komponierten William Axt und David Mendoza. Sie wurde von Maurice Baron orchestriert und von Edward Bowes arrangiert. Henry Hadley dirigierte das New York Philharmonic Orchestra bei den Aufnahmen im Studio.
Der Toningenieur George Groves hatte für die Aufnahmen zu dem Film zum ersten Mal mehrere Mikrophone und ein Mischpult eingesetzt und damit Pionierarbeit für die Technik beim Tonfilm geleistet.
Don Juan wurde in den USA am 6. August 1926 in New York City, New York uraufgeführt. Offizieller Kinostart war am 19. Februar 1927. Nach Deutschland kam der Film erst 1928. Dort bekam er den Titel „Don Juan – Der große Liebhaber“. Verliehen wurde er von der National-Film Verleih und Vertriebs AG. Berlin
Zur Premiere hielt der damalige Präsident der Motion Picture Producers and Distributors of America Will H. Hays, auf „Vitaphone“ aufgenommen, eine kurze Ansprache, in der er das Publikum mit dem Satz "Welcome to a new era of motion picture" begrüßte.
Danach begann ein Vorprogramm, das von den New Yorker Philharmonikern mit der Ouverture zu Wagners Oper “Tannhäuser” eingeleitet wurde. Darauf folgten Einzeldarbietungen der Violinvirtuosen Mischa Elman und Efrem Zimbalist Sr., des Gitarristen Roy Smeck, und drei Opernarien, gesungen von Giovanni Martinelli, Marion Talley und Anna Case. Erst nach diesen Kurztonfilmen wurde der Hauptfilm gezeigt.

## Rezeption
- In den USA wurde der Film bei seiner Uraufführung mit Kritikerlob bedacht und war ein Kassenerfolg.

“DON JUAN was allegedly based on the long poem by Lord Byron, whose name on the screen gave the evening its last great imprimatur of importance. […] In every respect, however, DON JUAN was a prestige production. Ben Carre’s sets were as handsome as Barrymore, the cast was first-rate, and Byron Haskin’s cinematography subtle and stylish. The sound that accompanied segments of the film was recorded on disc by the New York Philharmonic, and the film’s action scenes were as fluid and suspenseful as anything the movies had seen.”

„DON JUAN basierte angeblich auf dem Langgedicht von Lord Byron, dessen Name auf der Leinwand dem Abend seine letzte große Bedeutung verlieh. [...] In jeder Hinsicht war DON JUAN jedoch eine Prestigeproduktion. Ben Carres Kulissen waren so schön wie Barrymore, die Besetzung war erstklassig und Byron Haskins Kinematographie subtil und stilvoll. Der Ton, der Teile des Films begleitete, wurde von der New Yorker Philharmonie aufgenommen, und die Actionszenen des Films waren so flüssig und spannend wie alles, was man im Kino gesehen hatte.“

Trotz guter Einspielergebnisse vermochte er jedoch nicht, die Kosten seiner Herstellung zu decken, so dass sich die Gebrüder Warner tief in Schulden wiederfanden. Er verschlang $789.963, das größte Budget, das die Gebrüder Warner bis dahin je für einen Film aufgewendet hatten.
Der Kritiker Mordaunt Hall wies im Movie Review in "The New York Times" vom 7. August 1926, unter der Schlagzeile
Vitaphone Stirs as Talking Movie; New Device Synchronizing Sound with Action Impresses with Its Realistic Effects. Noted Musicians Heard Provides Orchestral Accompaniment to Photoplay "Don Juan" With John Barrymore (Übersetzung: Vitaphone rührt als sprechender Film; neues Gerät, das Ton und Handlung synchronisiert, beeindruckt durch seine realistischen Effekte. Bekannte Musiker von Heard liefern die orchestrale Begleitung für das Filmspiel „Don Juan“ mit John Barrymore)
auf die schier grenzenlosen Möglichkeiten hin, die das neue Verfahren eröffne. Auch Bewohner kleiner oder abgelegener Orte könnten dadurch nun glanzvoller Aufführungen in den Metropolen teilhaftig werden. Dem Publikum könnte die Kunst von Musikern, Solisten wie ganzen Orchestern, und Sängern besser vermittelt werden. Schließlich könnten die Opernfreunde längst verblichene Sänger so wieder sehen und hören (p. 6):

“The future of this new contrivance is boundless, for inhabitants of small and remote places will have the opportunity of listening to and seeing grand open as it is given in New York, and through the picturing of the vocalists and small groups of musicians, or instrumental choirs of orchestras, the vitaphone will give its patrons an excellent idea of a singer's acting and an intelligent conception of the efforts of musicians and their instruments. Operatic favorites will be able to be seen and heard, and the genius of singers and musicians who have passed will still live.”

„Die Zukunft dieser neuen Vorrichtung ist grenzenlos, denn die Bewohner kleiner und abgelegener Orte werden die Möglichkeit haben, große Aufführungen, wie sie in New York gegeben werden, zu hören und zu sehen, und durch die Abbildung der Sänger und kleiner Musikergruppen oder Instrumentalchöre von Orchestern wird das Vitaphone seinen Gönnern eine ausgezeichnete Vorstellung von der Darbietung eines Sängers und eine intelligente Vorstellung von den Bemühungen der Musiker und ihrer Instrumente geben. Opernlieblinge werden zu sehen und zu hören sein, und das Genie von Sängern und Musikern, die verstorben sind, wird weiterleben.“

- In Deutschland wurde der Film besprochen in:

DON JUAN – Der grosse Liebhaber. In: Illustrierter Film-Kurier. No. 841, 1928, S. 8.
- Er wurde nach kurzzeitiger Aufführung zwischen 1928 und 1929 im Januar 1930 verboten:

Der Film lag am 29. März 1928 der Filmprüfstelle Berlin in einer Länge von 2532 Metern zur Zensur vor und erhielt unter der Nr. B.18590 Jugendverbot. Am 21. April 1928 erfolgte eine Wiedervorlage zur Zensur bei der Filmprüfstelle Berlin unter der Nr. B.15095, dieses Mal mit dem Resultat „Genehmigt“ (Quelle: Protokoll, Genehmigt; Dokument: Zensurentscheidung); auch eine erneute Vorlage am 20. Juli 1928 zur Zensur bei der Filmprüfstelle Berlin bestätigte die Genehmigung (Nr. B.15566, Quelle: Protokoll, Genehmigt; Dokument: Dokument).
Am 8. Januar 1930 wurde der Film der Film-Oberprüfstelle Berlin vorgelegt, welche die Genehmigung widerrief. Der Film wurde unter der Zensur-Nr. O.00009 verboten (Quelle: Protokoll, Verbot). Verbotsgrund: “Gefährdung der sittlichen und geistlichen Entwicklung, Überreizung der Phantasie der Jugendlichen”, nach § 3 Abs. 2.
Eine vollständige Kopie des Films Don Juan samt den Schallplatten ist erhalten und wird im UCLA Film and Television Archive in Los Angeles aufbewahrt.
Don Juan ist, zusammen mit den Kurzfilmen des Premierenprogramms, 2011 von Warner Bros. in der Warner Archive Collection auf den Markt gebracht worden. Die Fassung auf DVD hat eine Spieldauer von 112 Minuten.